# Горња Ржаница
Горња Ржаница је насеље у општини Плав у Црној Гори. Према попису из 2011. било је 248 становника (према попису из 2003. било је 269 становника).
Овде се 22. новембра 1879. одиграо Новшићки бој.

## Демографија
У насељу Горња Ржаница живи 199 пунолетних становника, а просечна старост становништва износи 37,7 година (34,2 код мушкараца и 41,3 код жена). У насељу има 86 домаћинстава, а просечан број чланова по домаћинству је 3,13.
Ово насеље је великим делом насељено Србима (према попису из 2003. године), а у последња три пописа, примећен је пад у броју становника.
|  |

| Демографија | Демографија | Демографија |
| Година      | Становника  | Становника  |
| ----------- | ----------- | ----------- |
|             |             |             |
|             |             |             |
|             |             |             |
|             |             |             |
| 1948.       | 398         |             |
| 1953.       | 550         |             |
| 1961.       | 624         |             |
| 1971.       | 509         |             |
| 1981.       | 370         |             |
| 1991.       | 291         | 291         |
| 2003.       | 269         | 269         |
| 2011.       |             | 248         |

| Национални састав према попису из 2003.‍ | Национални састав према попису из 2003.‍ | Национални састав према попису из 2003.‍ | Национални састав према попису из 2003.‍ | Национални састав према попису из 2003.‍ |
| --------------------------------------- | --------------------------------------- | --------------------------------------- | --------------------------------------- | --------------------------------------- |
|                                         |                                         |                                         |                                         |                                         |
| Срби                                    | Срби                                    |                                         | 243                                     | 90,33%                                  |
| Црногорци                               | Црногорци                               |                                         | 15                                      | 5,57%                                   |
| Албанци                                 | Албанци                                 |                                         | 10                                      | 3,71%                                   |
| Муслимани                               | Муслимани                               |                                         | 1                                       | 0,37%                                   |

| Национални састав према попису из 2011.‍ | Национални састав према попису из 2011.‍ | Национални састав према попису из 2011.‍ | Национални састав према попису из 2011.‍ | Национални састав према попису из 2011.‍ |
| --------------------------------------- | --------------------------------------- | --------------------------------------- | --------------------------------------- | --------------------------------------- |
|                                         |                                         |                                         |                                         |                                         |
| Срби                                    | Срби                                    |                                         | 203                                     | 81,85%                                  |
| Црногорци                               | Црногорци                               |                                         | 24                                      | 9,68%                                   |
| Албанци                                 | Албанци                                 |                                         | 18                                      | 7,26%                                   |

| Година пописа     | 1948. | 1953. | 1961. | 1971. | 1981. | 1991. | 2003. |
| ----------------- | ----- | ----- | ----- | ----- | ----- | ----- | ----- |
| Број домаћинстава | 76    | 108   | 120   | 102   | 90    | 86    | 86    |

| Број чланова      | 1  | 2  | 3  | 4  | 5  | 6  | 7 | 8 | 9 | 10 и више | Просек |
| ----------------- | -- | -- | -- | -- | -- | -- | - | - | - | --------- | ------ |
| Број домаћинстава | 86 | 20 | 22 | 11 | 10 | 12 | 7 | 2 | 2 | 0         | 0      |

| Пол    | Укупно | Неожењен/Неудата | Ожењен/Удата | Удовац/Удовица | Разведен/Разведена | Непознато |
| ------ | ------ | ---------------- | ------------ | -------------- | ------------------ | --------- |
| Мушки  | 107    | 45               | 57           | 1              | 2                  | 2         |
| Женски | 105    | 17               | 58           | 28             | 1                  | 1         |
| УКУПНО | 212    | 62               | 115          | 29             | 3                  | 3         |

| Пол    | Укупно                    | Пољопривреда, лов и шумарство | Рибарство                            | Вађење руде и камена | Прерађивачка индустрија       |
| ------ | ------------------------- | ----------------------------- | ------------------------------------ | -------------------- | ----------------------------- |
| Мушки  | 46                        | 19                            | 0                                    | 0                    | 11                            |
| Женски | 39                        | 28                            | 0                                    | 0                    | 2                             |
| УКУПНО | 85                        | 47                            | 0                                    | 0                    | 13                            |
| Пол    | Производња и снабдевање   | Грађевинарство                | Трговина                             | Хотели и ресторани   | Саобраћај, складиштење и везе |
| Мушки  | 0                         | 0                             | 2                                    | 0                    | 0                             |
| Женски | 0                         | 0                             | 5                                    | 1                    | 0                             |
| УКУПНО | 0                         | 0                             | 7                                    | 1                    | 0                             |
| Пол    | Финансијско посредовање   | Некретнине                    | Државна управа и одбрана             | Образовање           | Здравствени и социјални рад   |
| Мушки  | 1                         | 0                             | 8                                    | 3                    | 0                             |
| Женски | 0                         | 0                             | 1                                    | 1                    | 1                             |
| УКУПНО | 1                         | 0                             | 9                                    | 4                    | 1                             |
| Пол    | Остале услужне активности | Приватна домаћинства          | Екстериторијалне организације и тела | Непознато            | Непознато                     |
| Мушки  | 1                         | 0                             | 0                                    | 1                    | 1                             |
| Женски | 0                         | 0                             | 0                                    | 0                    | 0                             |
| УКУПНО | 1                         | 0                             | 0                                    | 1                    | 1                             |